# Andreas Mihaiu
Andreas Mircea Mihaiu (Slatina, 19 agosto 1998) è un calciatore rumeno, centrocampista dello  Slatina.

## Caratteristiche tecniche
È un esterno destro.

## Carriera
Cresciuto nel settore giovanile della Dinamo Bucarest, inizia la sua carriera professionistica in prestito nelle serie inferiori del calcio rumeno, prima con il Turris Turnu Măgurele in Liga III, poi con il Chindia Târgoviște in Liga II. Il 27 settembre 2019 debutta in prima squadra giocando l'incontro di Liga I perso 1-0 contro il CFR Cluj.

## Statistiche
Statistiche aggiornate al 31 gennaio 2021.

### Presenze e reti nei club
| Stagione        | Squadra               | Campionato      | Campionato | Campionato | Coppe nazionali | Coppe nazionali | Coppe nazionali | Coppe continentali | Coppe continentali | Coppe continentali | Altre coppe | Altre coppe | Altre coppe | Totale | Totale | Totale |
| Stagione        | Squadra               | Comp            | Pres       | Reti       | Comp            | Pres            | Reti            | Comp               | Pres               | Reti               | Comp        | Pres        | Reti        | Pres   | Reti   |        |
| --------------- | --------------------- | --------------- | ---------- | ---------- | --------------- | --------------- | --------------- | ------------------ | ------------------ | ------------------ | ----------- | ----------- | ----------- | ------ | ------ | ------ |
| 2017-2018       | Turris Turnu Măgurele | L3              | 30         | 12         | CR              | 0               | 0               |                    | -                  | -                  |             | -           | -           | 30     | 12     |        |
| 2018-2019       | Chindia Târgoviște    | L2              | 29         | 1          | CR              | 0               | 0               |                    | -                  | -                  |             | -           | -           | 29     | 1      |        |
| 2019-2020       | Dinamo Bucarest       | L1              | 17         | 0          | CR              | 3               | 0               |                    | -                  | -                  |             | -           | -           | 20     | 0      |        |
| 2020-2021       | Dinamo Bucarest       | L1              | 8          | 0          | CR              | 0               | 0               |                    | -                  | -                  |             | -           | -           | 8      | 0      |        |
| Totale carriera | Totale carriera       | Totale carriera | 84         | 13         |                 | 3               | 0               |                    | -                  | -                  |             | -           | -           | 87     | 13     |        |

## Palmarès

### Club
- Liga II: 1

Chindia Târgoviște: 2018-2019